# Amoeiro
Amoeiro è un comune spagnolo di 2 298 abitanti situato nella comunità autonoma della Galizia.